# Aminopterină
Aminopterina (acidul 4-aminopteroic) este derivatul 4-aminic al acidului folic. A fost utilizat ca chimioterapic antineoplazic în unele tipuri de cancere, dar a fost înlocuit de metotrexat (care acționează tot prin același mecanism de antagonism folic).
Molecula a fost descoperită de către Yellapragada Subbarow și a fost utilizată pentru prima dată de către Sidney Farber în 1947 pentru a trata leucemia la copii.